# Ottawa Redblacks
Ottawa Redblacks (em francês:  Le Rouge et Noir d'Ottawa) é uma equipe profissional de futebol americano do Canadá, participante da Divisão Leste da Canadian Football League da cidade de Ottawa, Ontario.
Os Redblacks são a terceira equipe do CFL a jogar na cidade de Ottawa. O Ottawa Rough Riders, formado em 1876, foi um membro fundador do CFL em 1958 e jogou até 1996. Uma nova franquia de Ottawa foi formada como Renegades em 2002 e durou até o final da temporada de 2005. Os Redblacks venceram o Campeonato Grey Cup de 2016 que encerrou uma seca de 40 anos no campeonato Gray Cup para a cidade de Ottawa. Apesar de ter sido fundado em 2010, o time só pode disputar o seu primeiro campeonato oficial em 2014, em virtude de vários atrasos na obra de construção do seu Estádio o TD Place Stadium. 
- Canadian Football League
- TD Place Stadium